# Tanzenberg, Nemški Grebinj
Tanzenberg je naselje v Občini Nemški Grebinj v Okraju Šentvid ob Glini na Koroškem v Avstriji.